# Edgar Lemberg
Edgar Lemberg war ein estnischer Fußballspieler.

## Karriere
Edgar Lemberg war mindestens von 1931 bis 1934 für den SK Tallinna Sport aktiv. Im Jahr 1932 gewann er mit dem Verein die Estnische Fußballmeisterschaft.

## Erfolge
mit dem SK Tallinna Sport:
- Estnischer Meister: 1932